# حواجز الدخول
في المنافسة في الاقتصاد، حواجز الدخول أو عوالق الدخول (بالإنجليزية: Barriers to entry)‏، هو مصطلح يشير إلى العوائق والعقبات التي قد تواجهها منشأة جديدة عند دخولها السوق مما يؤثر أو يجعل من الصعب عليها المنافسة ضد الشركات العاملة في نفس المجال. ومن الأمثلة على ذلك أشياء مثل براءات الاختراع، التكنولوجيا، حقوق الطبع والنشر، الأنظمة والقوانين، محدودية الموارد، ارتفاع التكاليف، العلامات التجارية المهيمنة، ولاء العملاء، وغيرها.